# Stugeta occidentalis
Stugeta occidentalis är en fjärilsart som beskrevs av Henry Stempffer och Bennett 1958. Stugeta occidentalis ingår i släktet Stugeta och familjen juvelvingar. Inga underarter finns listade i Catalogue of Life.